# Крилова Віра Петрівна
Віра Петрівна Крилова (рос. Крылова Вера Петровна, 1920—1951) — комсомольська активістка, учасниця Німецько-радянської війни (1941—1945), гвардії майор, організатор «жіночої добровольчої стрілецької бригади».

## Біографія
Народилася в 1920 році.
Після закінчення школи працювала завідувачкою навчальної частини в дитячому будинку № 2 міста Татарська, стала членом ВЛКСМ. Її юнацький максималізм, ідейність та принциповість були відомі всім в окрузі. За свою активну та принципову життєву позицію, що виражалася у неодноразовому написанні кляуз на керівництво дитячого будинку, в якому вона працювала та свою комсомольську організацію навесні 1941 року Крилову було звільнено з роботи. Обурена Віра Крилова звернулася з доносом, щодо «шкідницької» політики в галузі тваринництва (при тому, що вона сама, як працівник освіти, жодного відношення до сільського господарства не мала) безпосередньо до керівника країни Сталіна.
Лист Крилової помітили, розібратися в ситуації Сталіним було доручено голові Комісії партійного контролю при ЦК ВКП(б) Андрію Андреєву, який також був депутатом Верховної ради РРФСР від Новосибірської області. Була створена комісія — комсомолка була відновлена на роботі та нагороджена орденом Трудового Червоного Прапора з формулюванням «за визначні успіхи в сільському господарстві», а директора дитячого будинку Кулишеву, на яку скаржилася Сталіну Крилова — зняли з посади та притягли до суду.
Через відторгнення з боку педагогічного складу та вихованців дитячого будинку, відновлена на посаді Крилова, працювати в колективі не змогла і з початком Німецько-радянської війни (1941—1945) записалася добровольцем у чинну армію. У складі сформованого в Сибіру 586-го стрілецького полку 5-ї стрілецької дивізії брала участь у боях під Єльнею. Потрапила в полон до німців, але була відбита радянськими бійцями. 28 листопада 1941 року наказом № 326, підписаним командувачем військами Західного фронту — генералом армії Жуковим, старший воєнфельдшер Крилова була нагороджена другим орденом — Червоного Прапора та призначена командиром санітарної роти.
У жовтні 1942 року в бесіді з письменницею Лідією Сейфулліною, що відбувалася в Москві, де знаходилася Крилова, вона озвучила ідею створення в Червоній армії жіночих піхотних частин. 24 жовтня Верховний головнокомандувач прийняв Віру Крилову, в бесіді також брали участь Лаврентій Берія і В'ячеслав Молотов. Через тиждень Сталіну було надано проєкт постанови Державного комітету оборони «Про формування окремої жіночої стрілецької бригади». 3 листопада 1942 року було прийнято постанову ДКО № 2470 про створення такого підрозділу, але Сталін змінив формулювання назви частини на «Жіночу добровольчу стрілецьку бригаду». Офіційно це формування РСЧА стало називатися 1-ша окрема жіноча добровольча стрілецька бригада. Командиром бригади був призначений полковник Коваленко, Крилова отримала звання гвардії майор інтендантської служби і стала заступником командира бригади по стройовій частині.
Крилова так і не змогла створити з жіночої бригади боєздатну стрілецьку частину і коли під час підготовки до Курської битви постало питання про перекидання її бригади для участі у протидії майбутньому німецькому наступу, вона особисто виступила категорично проти посилання бригади в діючу армію, мотивуючи свою позицію тим, що цей момент буде використаний німецькою пропагандою: «Червона армія настільки послабшала, що посилає на передову жінок». З цієї причини було вирішено бригаду як небоєздатну на фронт не посилати, а передати до складу військ НКВС і використовувати в тилу. Бригада займалася охороною мостів та інших стратегічних об'єктів, жінки стояли на блок-постах, спільно з іншими частинами НКВС брали участь в облавах, ловили ухилістів та дезертирів. Дисципліна у жіночій бригаді була на вкрай низькому рівні. Регулярно відбувалися самостріли та випадки дезертирства. Жіночий колектив бригади зводив особисті рахунки одна з одною шляхом регулярного написання доносів та кляуз у НКВС. Сама Крилова була помічена у неодноразових фінансових махінаціях, алкоголізмі та любовних стосунках із підлеглими.
Після неодноразових доносів жінок-товаришів по службі вона була 19 листопада 1943 року заарештована і 22 квітня 1944 року за постановою Особливої наради при НКВС відправлено до виправно-трудового табору строком на три роки за звинуваченням у шахрайстві та мародерстві. Існує версія про те, що Крилова нібито була заарештована як завербована Абвером під час полону і закинута на радянську територію шпигунка, але матеріалами кримінальної справи це не підтверджується. Пред'явлені їй звинувачення стосувалися лише її фінансових зловживань під час служби у бригаді.
Родичі Віри Петрівни Крилової повідомляли, що вона померла 1951 року в Красноярську.

## Нагороди
- орден Трудового Червоного Прапора (1941)
- орден Червоного Прапора (1941)